# HD78316
HD78316 (κ Рака) — хімічно пекулярна зоря спектрального класу
B8 й має видиму зоряну величину в смузі V приблизно  5,2.
Вона знаходиться у сузір'ї Рака й розташована на відстані близько 483,9 світлових років від Сонця.

## Фізичні характеристики
Зоря HD78316 обертається порівняно повільно навколо своєї осі. Проєкція її екваторіальної швидкості на промінь зору становить  Vsin(i)= 18км/сек.

## Пекулярний хімічний склад
HD78316 належить до ртутно-манганових зір й її зоряна атмосфера має підвищений вміст Hg та Mn.

## Магнітне поле
Спектр даної зорі вказує на наявність магнітного поля у її зоряній атмосфері.
Напруженість повздовжної компоненти поля оціненої з аналізу
становить  208,7± 204,7 Гаус.